# Рейд на Ускюб
Рейд на Ускюб (фр. Manœuvre d'Uskub) — один из самых известных эпизодов Вардарского наступления, последняя кавалерийская атака в истории французской армии.
После прорыва франко-сербской пехотой немецко-болгарского фронта у Доброполье Франше д'Эспере понимает, что немецко-болгарские части могут отступить только через Ускюб (совр. Скопье), поэтому решает использовать кавалерийскую группу генерала Жуино-Гамбетты, чтобы перерезать путь отступления противнику в Ускюбе.
Предвидя свой стратегический маневр, главнокомандующий собрал и подготовил эту кавалерию в районе Монастира. Она была оснащена лучшими войсковыми лошадьми — арабскими скакунами. Французские кавалеристы, прошедшие обучение в Алжире, и марокканские кавалеристы, участвовавшие в Восточной кампании, входили в число лучших воинов-кавалеристов, с которыми Франция участвовала в своих многочисленных кампаниях. Кавалерийской бригаде, состоящей из 1-го и 4-го полков африканских стрелков и маршевого полка марокканских спаги, предстояло совершить рейд протяженностью почти 80 километров через горные хребты Македонии и Сербии на высоте более 2000 метров.
Выйдя из района южнее Флорины, группа начала движение и 20-го числа достигла восточнее Монастира. Конная группа выступила из района Монастыря на рассвете 23 сентября, медленно и с трудом продвигаясь через окопы исходных позиций, где саперы, следовавшие с авангардом, проделывали в проволочных заграждениях многочисленные проходы. Отсутствие дорог и разрушения, произведенные противником, осложняли их продвижение. 23 сентября, в 14 ч. 30 м., передовые части конницы достигли Прилепа. Чтобы как можно быстрее добраться до Ускюба, Жуино-Гамбетта решает пройти через массив Голесница-Планина, который считался недоступным. Поэтому его кавалеристы спешились, взяли с собой только вьючные 37-мм орудия, вьючный транспорт, оставив на месте колёсный обоз, и стали передвигаться рядом со своими скакунами, испытывая невыносимую жару днем и сильный холод ночью. 25 и 26 сентября конница Жуино-Гамбетты, содействуя сербам, сбила арьергарды болгар в районе Кривакруса и Велеса. К полудню 26 сентября кавалерия достигла района села Голозница, где ее авангард сбил части немецких стрелков. 28 сентября, к 22 часам, группа достигла авангардом Драчево, последнего села перед Ускюбом, а главными силами — Пагарузы.

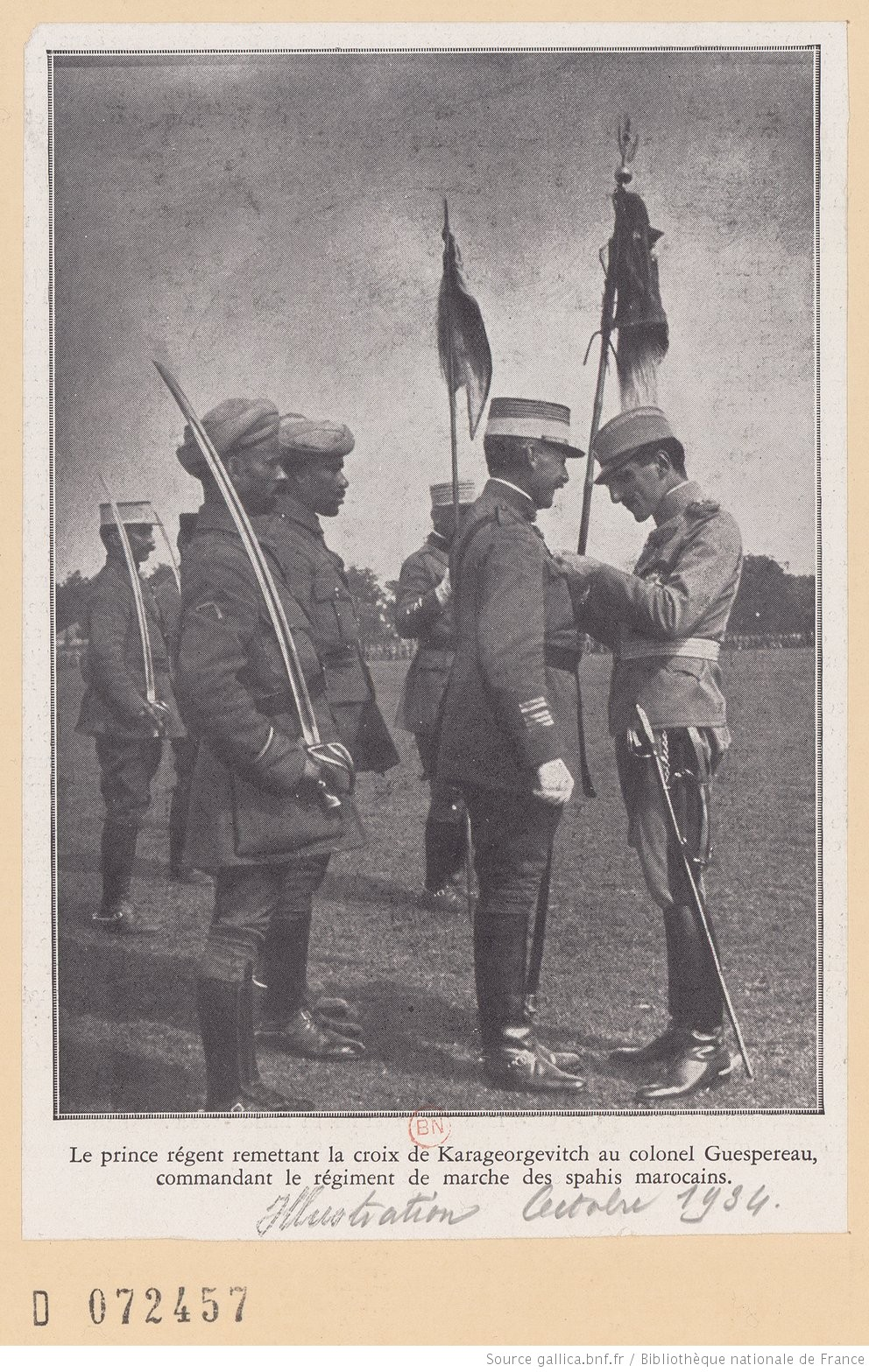
Сербский король Александр награждает полковника Жесперо, командира полка марокканских спаги, участвовавших в рейде.

На следующий день началось наступление: при сильном тумане в пять часов утра три кавалерийских полка атаковали одновременно с трёх сторон, к большому удивлению противника. 1-й полк по переправе через Вардар был остановлен одним батальоном болгар, но, атакованный с фронта двумя спешенными и обойденный двумя конными эскадронами, батальон быстро отошел. Дорога на Калканделен (Тетово) была быстро перерезана, и около 9:30 утра была взята ж/д станция. 4-й полк, достигнув села Лисицы (6 км юго-восточнее Ускюба), попал под огонь бронепоезда, замаскированного деревьями, и отскочил за укрытие, а затем успешно возобновил наступление, тесня противника к Ускюбу. Продвижение конницы, имевшей мало артиллерии, протекало крайне медленно, поэтому противник успел взорвать склады и эвакуировал, под прикрытием бронепоезда, много поездных составов с имуществом. Затем этот бронепоезд произвел разрушения железнодорожных сооружений, сделав дорогу на долгое время непригодной для использования. Несмотря на это, в 11 часов дня французы, овладев Ускюбом, заняли окружавшие его высоты и организовали оборону.
Овладев городом, конная группа стала дожидаться подхода французской пехотной колонны Транье, которая к этому времени находилась 20 км юго-восточнее Ускюба. В 11 ч. 30 м. 30 сентября Жуино-Гамбетта получил на самолете сообщение о заключенном ночью 29 сентября перемирии, которое вступило в силу с 12 час. 30 сентября.
Таким образом, заняв Ускюб и укрепив свои позиции, французская кавалерийская группа не позволила 11-й немецкой армии отступить, и ей пришлось капитулировать.